# 橘紋擬盔魚
橘紋擬盔魚（学名：Pseudocoris aurantiofasciatus），又名橘紋擬鸚鯛、橘色龍、汕冷仔，为輻鰭魚綱鱸形目隆頭魚亞目隆頭魚科擬盔魚屬下的一个种，分布於太平洋區，從日本南部至土阿莫土群島海域，棲息深度可達45公尺，體長可達20公分，棲息在礁石區，以浮游生物為食，生活習性不明。